# اريك غروف
اريك غروف (بالإنجليزية: Eric Grove)‏ هو مؤرخ عسكري بريطاني، ولد في 1948 في بولتن في المملكة المتحدة.

## وصلات خارجية
- اريك غروف على موقع IMDb (الإنجليزية)